# Strękowizna
Strękowizna – wieś w Polsce położona w województwie podlaskim, w powiecie augustowskim, w gminie Nowinka.
| SIMC    | Nazwa   | Rodzaj    |
| ------- | ------- | --------- |
| 1010785 | Cisówek | część wsi |
| 1010791 | Długie  | część wsi |
| 1010816 | Nowiny  | część wsi |

W latach 1975–1998 miejscowość administracyjnie należała do województwa suwalskiego.